# جلم ماء وردي القدمين
جلم ماء وردي القدمين (الاسم العلمي: Puffinus creatopus) هو نوع من فصيلة طيور بترل.